# Drimys andina
Drimys andina är en tvåhjärtbladig växtart som först beskrevs av Karl Friedrich Carlos Federico Reiche, och fick sitt nu gällande namn av R.A. Rodríguez och M. Quezada. Drimys andina ingår i släktet Drimys och familjen Winteraceae. Inga underarter finns listade.

## Bildgalleri

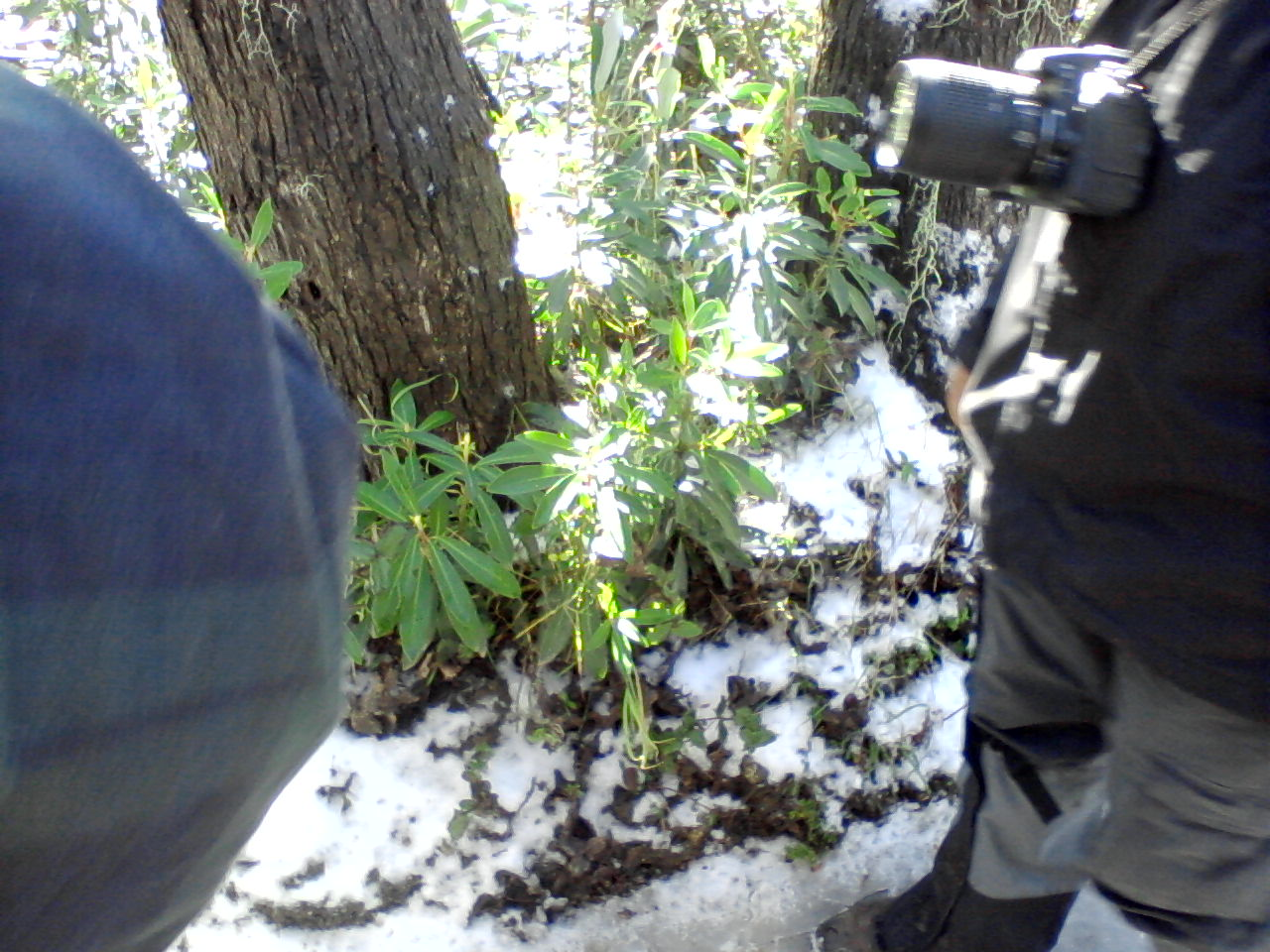
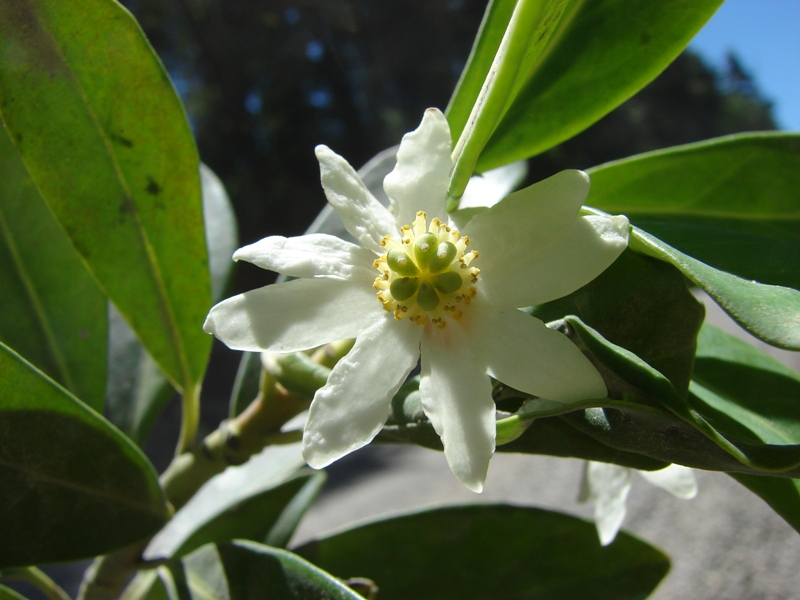
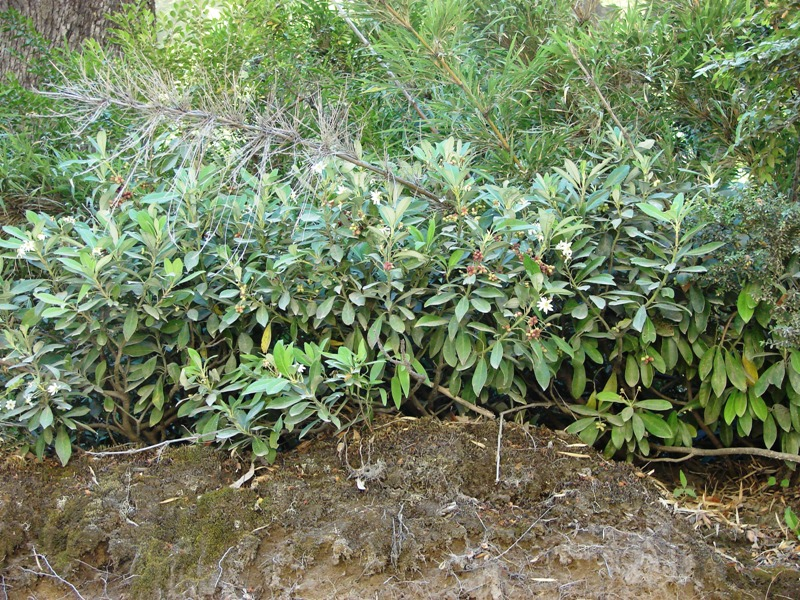
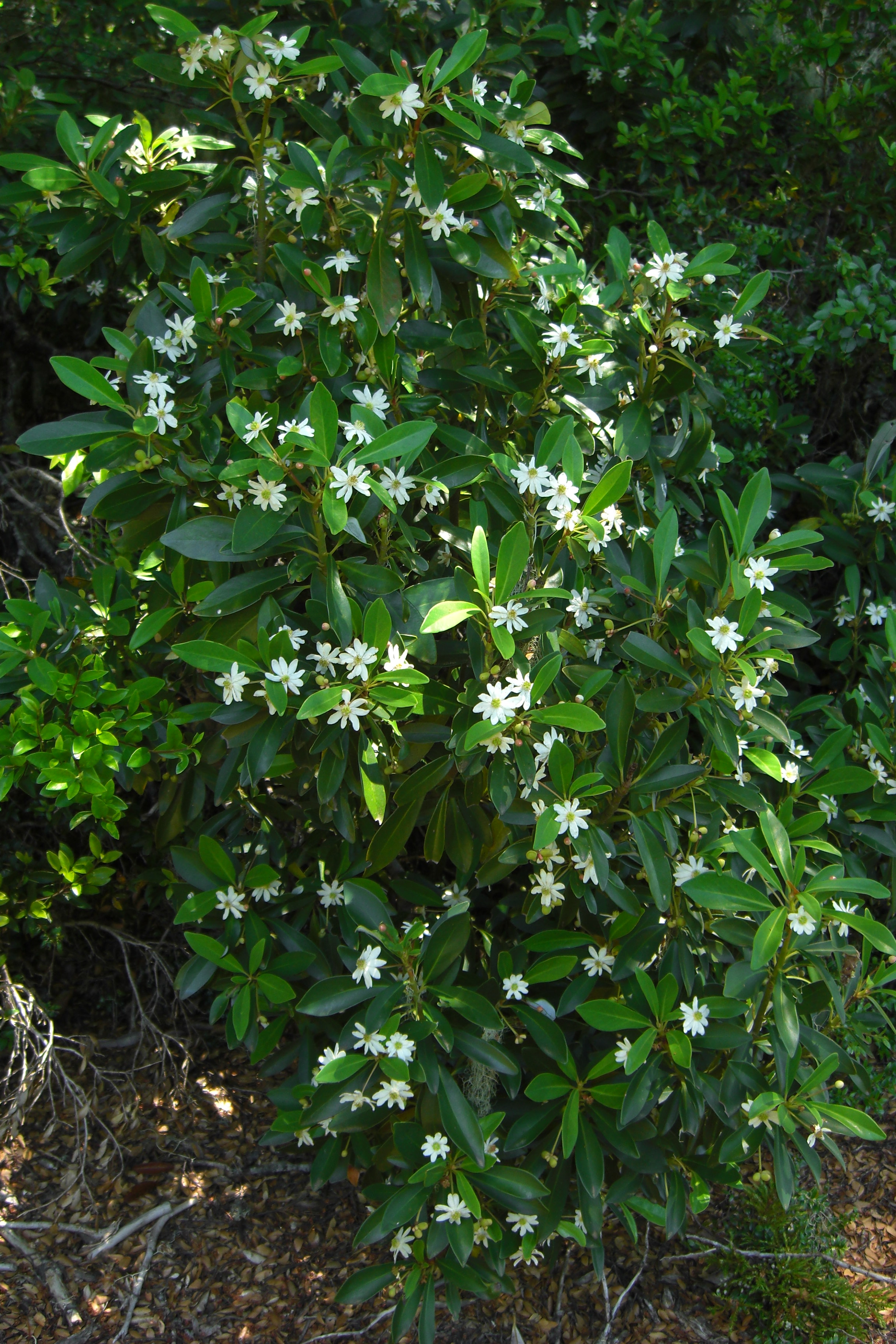
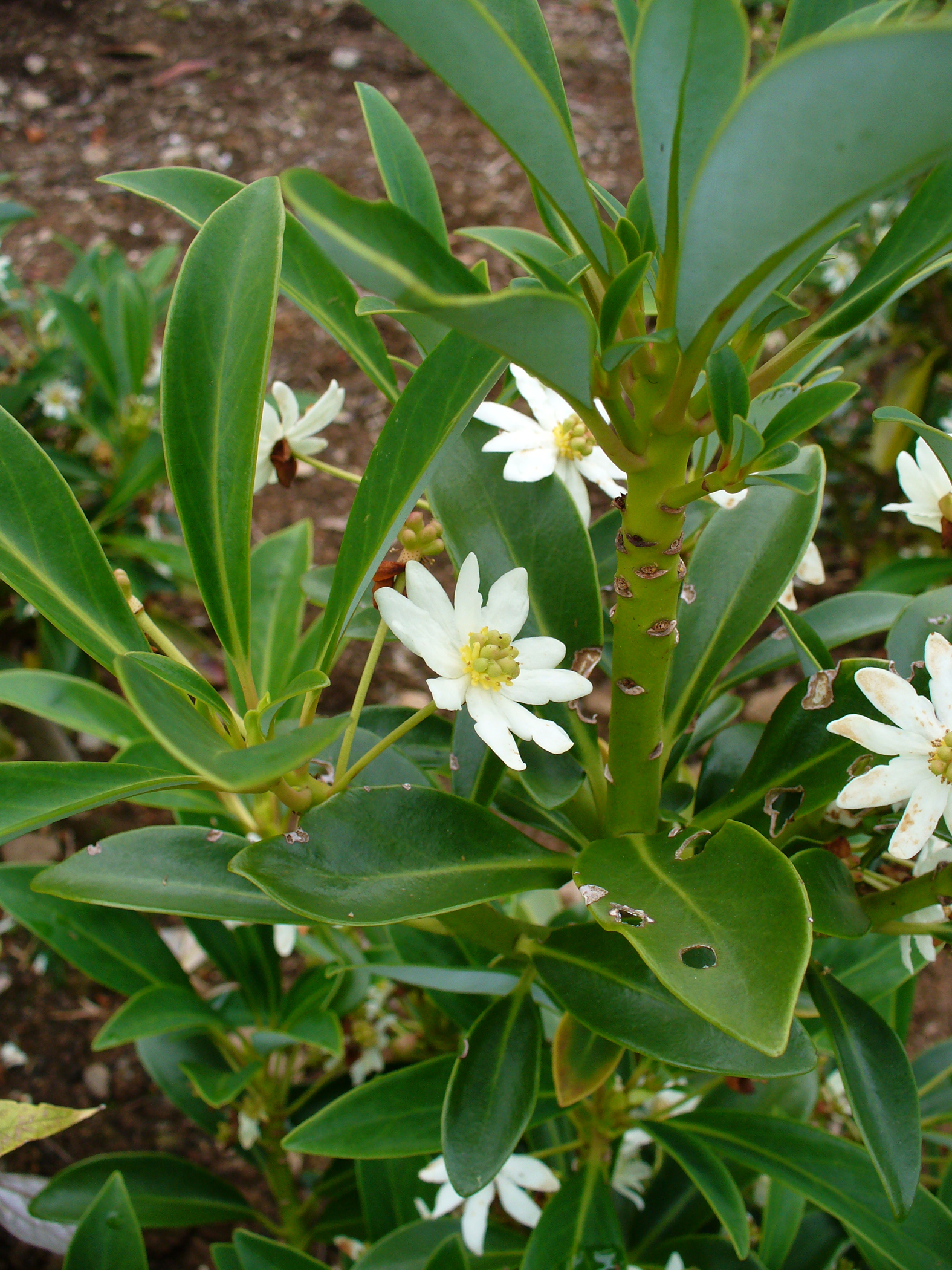
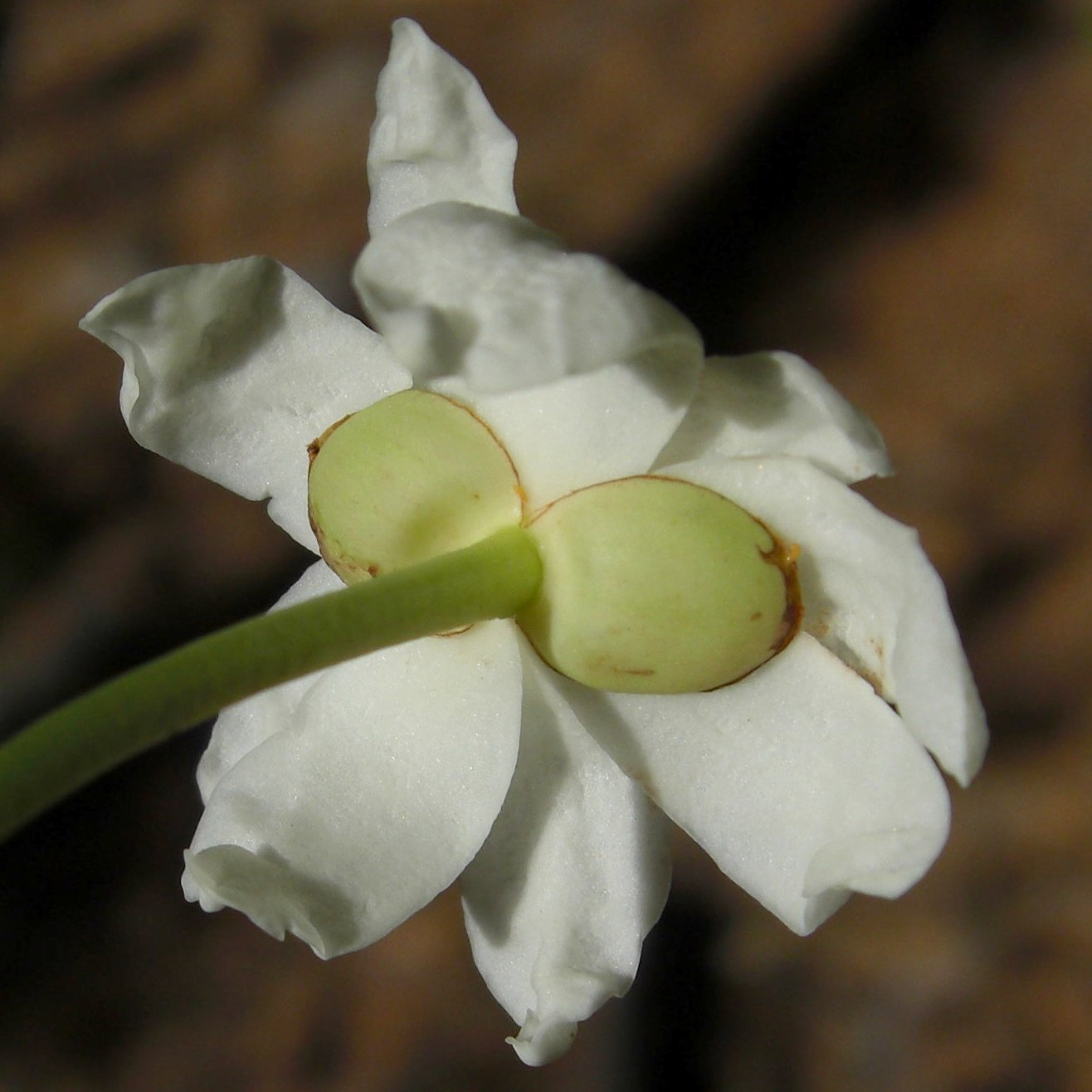